# 天彰宝嗣
天彰宝嗣（てんしょうほうし、Thiên Chương Bảo Tự、ティェンチュォンバオトゥ）は、ベトナム、李朝の神宗李乾徳の治世で使われた元号。1133年 - 1138年。

## 西暦等との対照表
| 天彰宝嗣 | 元年    | 2年     | 3年     | 4年     | 5年     | 6年     |
| 西暦     | 1133年  | 1134年  | 1135年  | 1136年  | 1137年  | 1138年  |
| 干支     | 癸丑    | 甲寅    | 乙卯    | 丙辰    | 丁巳    | 戊午    |
| 南宋     | 紹興3年 | 紹興4年 | 紹興5年 | 紹興6年 | 紹興7年 | 紹興8年 |